# Szary Głaz
Szary Głaz (niem. Grauer Stein, 870 m n.p.m.) – skały w południowo-zachodniej Polsce, w południowo-zachodniej części Gór Bialskich w Sudetach Wschodnich.
Grupa gnejsowych skał na stoku góry Sucha Kopa w lesie regla dolnego przy trakcie Droga Marianny.

## Szlaki turystyczne
Obok biegnie szlak turystyczny:
- niebieski E3 Kamienica - Stary Gierałtów[1].